# Gonolobus variabilis
Gonolobus variabilis är en oleanderväxtart som beskrevs av W.D.Stevens. Gonolobus variabilis ingår i släktet Gonolobus och familjen oleanderväxter. Inga underarter finns listade i Catalogue of Life.